# Мірошка
Мірошка (пол. Miroszka) — село в Польщі, у гміні Неханово Гнезненського повіту Великопольського воєводства.
Населення — 96 осіб (2011).
У 1975—1998 роках село належало до Познанського воєводства.

## Демографія
Демографічна структура станом на 31 березня 2011 року:
|          | Загалом | Допрацездатний вік | Працездатний вік | Постпрацездатний вік |
| -------- | ------- | ------------------ | ---------------- | -------------------- |
| Чоловіки | 47      | 18                 | 25               | 4                    |
| Жінки    | 49      | 15                 | 25               | 9                    |
| Разом    | 96      | 33                 | 50               | 13                   |